# 가평 FS
가평 FS(Gapyeong Futsal Club)는 대한민국 경기도 가평군에 있었던 풋살 선수단이다. 가평FS가 운영하는 남자 세미프로 풋살단이며, 2015년에 창단되었고 2017년에 해단되었다.

## 참고 문헌
- “스포츠지원포털 등록 현황”. 대한체육회.
- “KFA 통합경기정보 시스템”. 대한축구협회.